# Templo de Meenakshi Amman

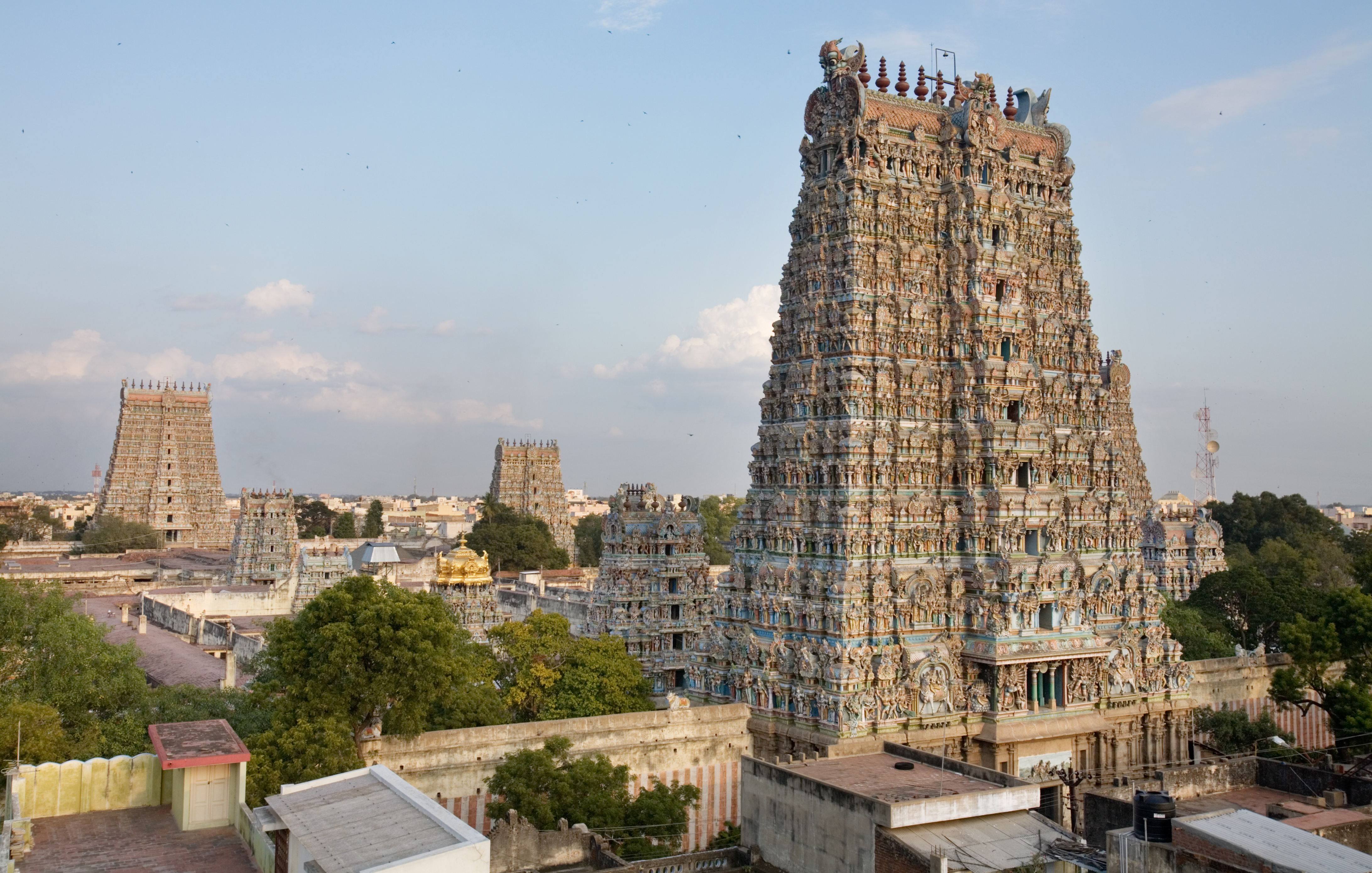
Templo de Meenakshi Amman, Madurai, Índia.

Templo de Meenakshi Amman (também conhecido por Templo Meenakshi Sundareswarar, Tiru-aalavaai e Meenakshi Amman Kovil) é um antigo templo hindu situado na margem sul do rio Vaigai na cidade templo de Madurai, Tamil Nadu, Índia. Dedicado à deusa Parvati, conhecida como Meenakshi, e ao seu consorte Shiva, aqui denominado Sundareswarar. O templo é o coração e a alma de mais da antiga cidade de 2.500 anos de Madurai e é um importante marco do povo tâmil, mencionado desde a antiguidade na literatura Tâmil, muito embora a atual estrutura tenha sido construída entre 1623 e 1655 EC. Integra 14 gopuras (torres de entrada) que alternam entre os 45 e 50 metros de altura. A mais alta é a torre sul, com 51,9 metros de altura, com duas vimanas esculpidas a ouro, os santuários garbha-griha (cenáculos) das principais divindades. O templo atrai cerca de 15.000 visitantes por dia e 25.000 todas as sextas-feiras, como uma receita anual de sessenta milhões de ₹. Estima-se haver 33 000 esculturas no templo. Teve lugar na lista dos 30 nomeados para as "Novas Sete Maravilhas do Mundo". O templo constitui o mais proeminente marco e mais visitado ponto de atração turístico na cidade. O festival anual de 10 dias, o "festival Meenakshi Tirukalyanam", celebrado em abril e maio, atrai cerca de 1 milhão de visitantes.

## Lenda
Meenakshi (IAST Mīnākṣī, tâmil: மீனாட்சி) é um avatar da deusa hindu Parvati — a consorte de Shiva uma das poucas deidades femininas hindu que possui um grande templo dedicado a ela. O nome "Mīnachchi" significa peixe-olho e deriva das palavras "mīna" que significa peixe e "akṣi" que significa olhos. A deusa Meenakshi é a principal divindade do templo, e não Sundareswarar, ao contrário da maioria dos templos de Shiva na Índia do Sul, em que Shiva é a divindade principal. De acordo com a lenda hindu, para poder responder às orações do segundo rei Pandia Malayadwaja Pandya e da sua esposa Kanchanamalai, Parvati surge do fogo sagrado de Putra Kameshti Yagna (sacrifício pela infância) desempenhado pelo rei. De acordo com outra lenda, a própria deusa informou Kanchanamalai num dos seus nascimentos anteriores de que Kanchanamalai teria o privilégio de ser mãe da deusa. A jovem que surgiu do fogo sagrado tinha três seios. Uma voz dos céus diz ao rei para não se preocupar com a anormalidade e acrescenta que o terceiro seio iria desaparecer assim que a menina conhecesse o seu futuro marido. O rei contente atribui à jovem o nome de "Tadaatagai" e enquanto herdeira do trono Tadaatagai foi rigorosamente instruída de todos os 64 sastras, os domínios científicos.
À medida que o dia da coroação de Tadaatagai se aproximava, esta via-se forçada a planear uma guerra nos três mundos que envolvia oito rotas. Após conquistar a morada de Brahma, Sathyaloka, Vishnu, Vaikunta e a morade Devas de Amaravati, Tadaatagai avança para morada Kailasha de Shiva. Após bhoota ganas (IAST: Bhūtagana, o exército de Shiva) e Nandi, o touro celestial de Shiva, terem sido derrotados com alguma facilidade, dirigiu-se para o ataque e conquista de Shiva. No momento em que Tadaatagai olhou Shiva, foi incapaz de o defrontar e baixou a cabeça num gesto tímido e o terceiro seio quase que de imediato, desapareceu. Tadaatagai percebeu que Shiva era o homem com quem estava destinada casar-se. Nesse momento Tadaatagai apercebe-se também de que ela era a encarnação de Parvati. Tanto Shiva como Tadaatagai regressaram para Madurai onde o rei organizou a cerimónia de coroação da sua filha, que se seguiu pelo casamento com Shiva.

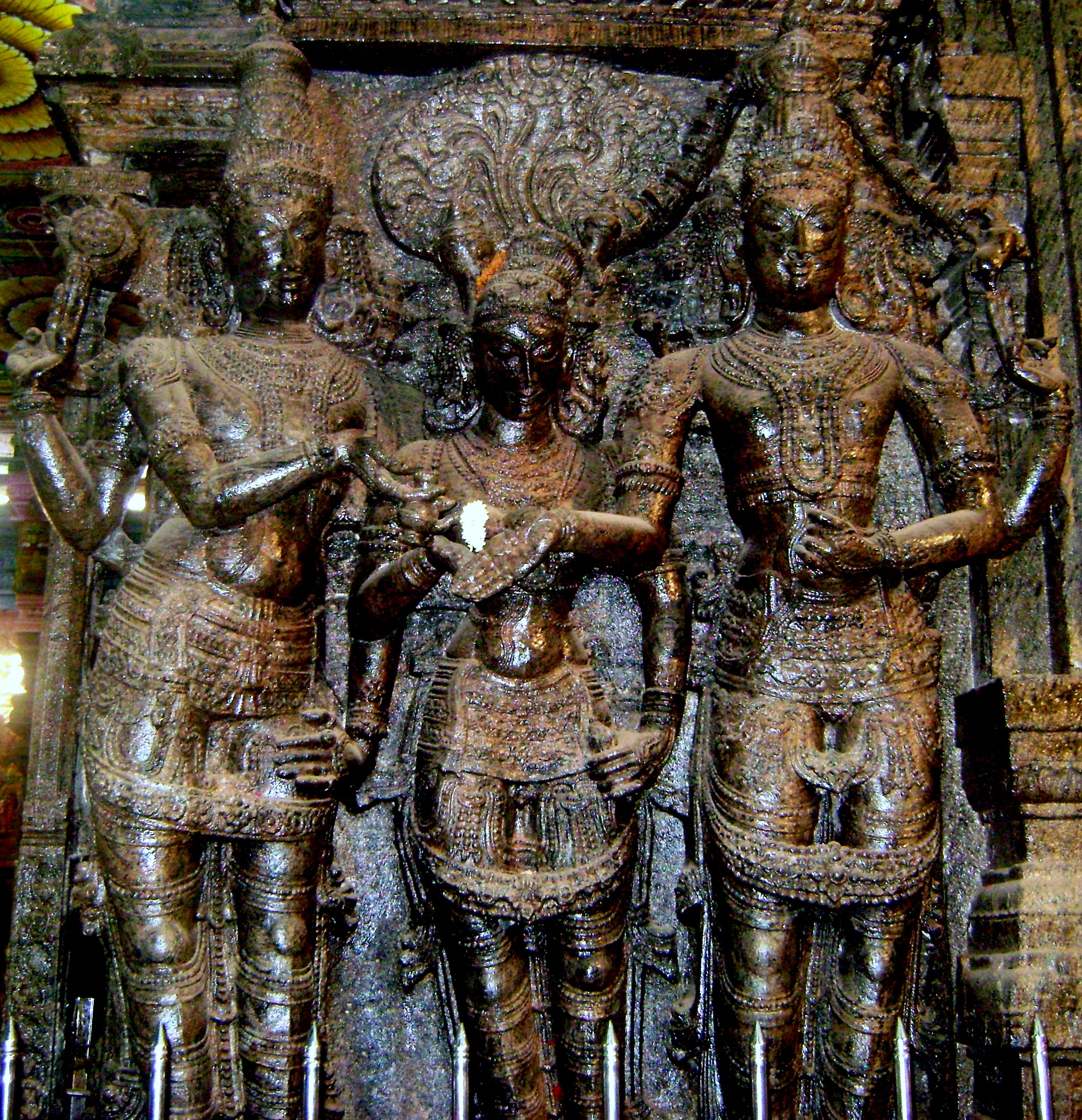
Casamento de Shiva com Meenakshi, no qual Vixnu segura a mão da sua irmã.

O casamento era para ser o maior evento alguma vez feito na terra, com toda o aglomerado de terra próximo de Madurai. Vixnu, o irmão de Meenakshi, preparou-se para viajar desde a sua morada espiritual até Vaikuntam para presidir o casamento. Por obra de uma jogada divina, Vixnu foi enganado pelo Deva Indra, e foi retido no caminho. Depois do casamento, o casal governou Madurai por um longo período e em seguida assumiu as formas divinas de Sundareswarar e Meenakshi, as divindades que presidem no templo. Conforme a tradição, todas as noites, antes de o templo fechar, é levado a cabo um ritual de cortejo com tambores durante o qual um ensemble de bronze transporta a imagem de Sundareswarar para o quarto de Meenakshi a fim de consumar a união do casal; no alvorecer da manhã, a imagem é levada de volta. O casamento é celebrado todos os anos no festival Chithirai Thiruvizha em Madurai. Durante o período do governo Nayakar em Madurai, o governante Thirumalai Nayakar relacionou o Azhakar Thiruvizha como a cerimónia de casamento de Meenakshi.

## História

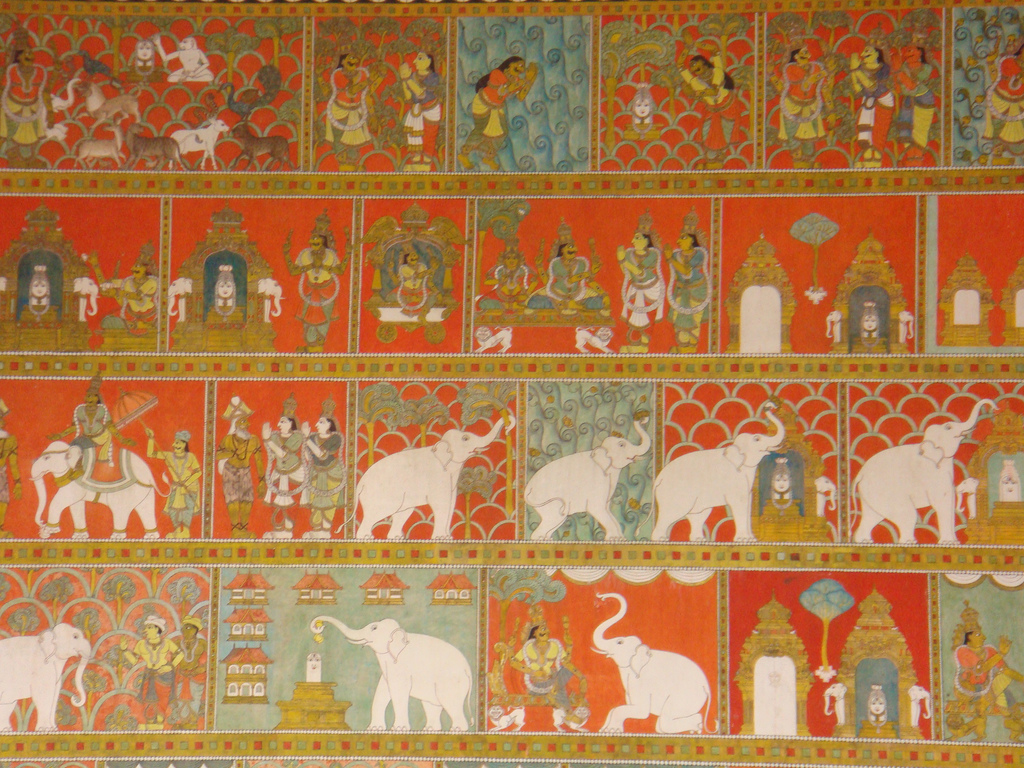
Mural na parede do templo que descreve a lenda sobre a sua fundação.

Acredita-se que o templo Meenakshi tenha sido fundado por Indra (rei das divindades celestiais Devas, durante uma jornada de peregrinação para expiar os seus pecados. Indra sentira o alivio do fardo que carregava ao se aproximar do swayambu lingam (um objecto representativo de Shiva utilizada para adoração nos templos) de Madurai. Indra atribuiu este milagre ao lingam e então construiu o templo para consagrá-lo. A literatura tâmil mencionou o templo ao longo dos dois últimos milénios. Thirugnanasambandar, o conhecido santo hindu da filosofia Saiva, menciona este templo já no século XVI, e descreve a divindade como sendo Aalavai Iraivan. Acredita-se que o templo foi saqueado pelo infame invasor Malik Kafur, em 1310, e com ele, todos os antigos elementos foram destruídos. Uma iniciativa para reconstruir o complexo foi levada a cabo pelo primeiro rei Nayak de Madurai, Viswanatha Nayak (1559-1600) na supervisão de Ariyanatha Mudaliar, o primeiro-ministro da dinastia Nayak e fundador do sistema Poligar. O projeto original de Vishwanatha Nayak, de 1560, foi substancialmente expandido tomando a forma da atual estrutura durante o reinado de Thirumalai Nayak (1623–1655). O rei possuía um significativo interesse em erigir vários complexos dentro do templo. Para tal contribuiu na construção de Vasantha Mandapam para celebrar o vasanthorsavam (Festival da Primavera) e de Kilikoondu Mandapam (corredor dos papagaios). Os corredores do tanque de água do templo e Meenatchi Nayakar Mandapam foram construídos por Rani Mangammal.
Rous Peter (1786–1828), era o coletor de Madurai em 1812, que respeitava e tratava as pessoas de todas as religiões com igualdade. Esta atitude que tinha para com o povo valeu-lhe o nome popular de "Peter Pandian". No Sthala Varalaru do templo Meenakshi Sundareswarar, existe uma referência sobre um curioso incidente no qual se acredita que a deusa Meenatchi tivesse salvo Rous Peter de um acidente fatal. A história revela que numa noite, quando a cidade estava atormentada por relampagos e trovões, uma menina de três anos, apareceu na residência de Rous Peter e conduziu-o segurando a sua mão para fora da sua casa. Pouco depois, o edifício teria desabado. De acordo com Mr. Manivannan, após o incidente, Peter doou um conjunto de estribos de ouro cravejados com diamantes e pedras vermelhas ao templo. Atendendo ao seu desejo, Rous Peter foi enterrado numa posição que permitisse que os seus olhos estivessem de frente para o templo.
Durante a época dos primeiros reis pandianos, o rei tributava o povo para a construir este templo. As pessoas pagavam as taxas e doações com ouro e prata. Porém, o rei exigiu uma contribuição tão pequena quanto a de um saco de arroz para a ajuda na alimentação daqueles que construíam o templo; deste modo, os reis arrecadaram um punhado de arroz por dia de cada casa. Isto acabaria por acumular alguns sacos ao fim de um mês. As pessoas de todos os estratos sociais, contribuíram assim para a construção do templo. Assim sendo, cada família possui uma ligação afectiva com este local.

## O templo

### Arquitetura

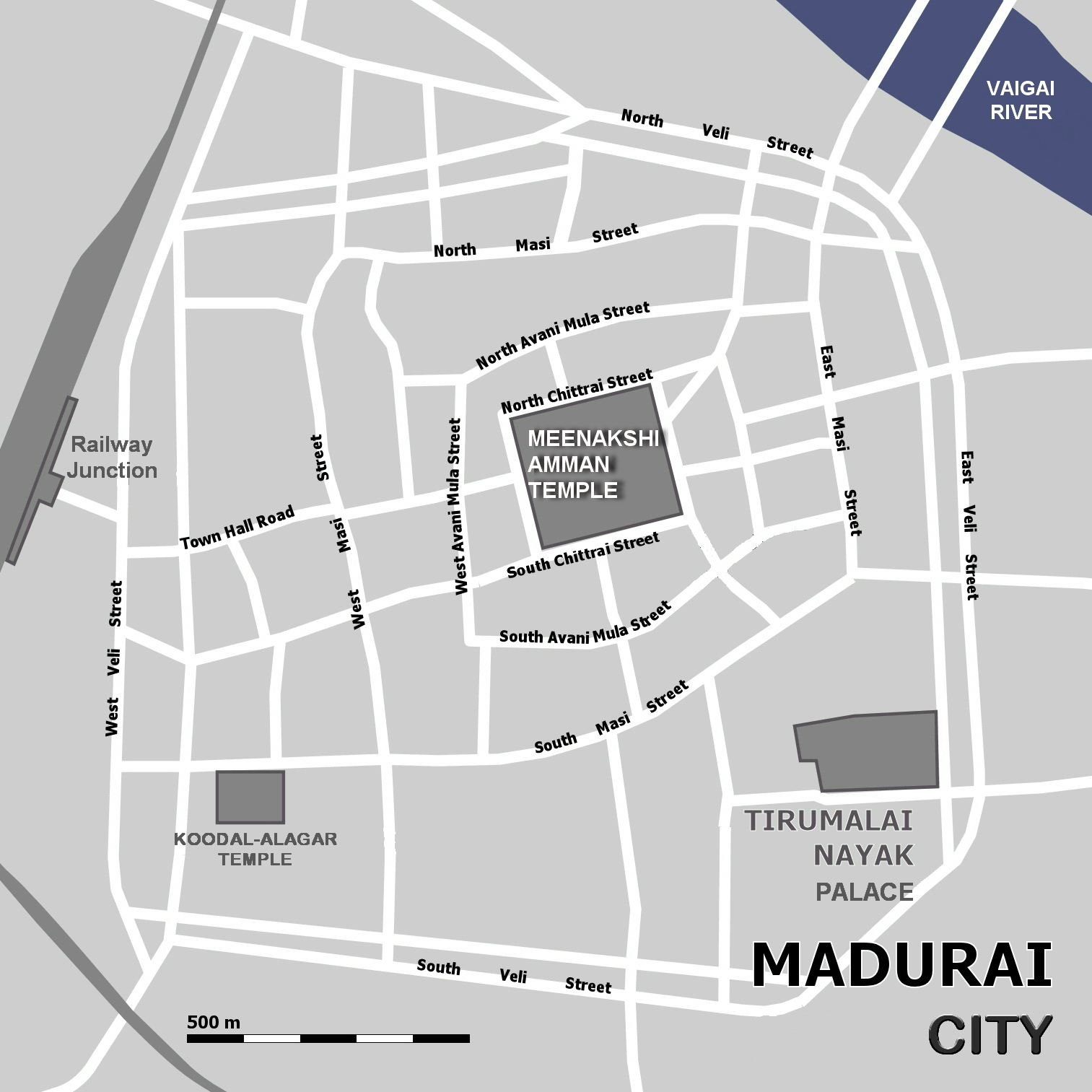
Localização do templo Meenakshi em Madurai

O templo é o centro geográfico e ritualístico da antiga cidade de Madurai e um dos maiores complexos de templos de Tamil Nadu. O complexo está dividido numa série de recintos quadrangulares concêntricos contidos por altos muros de alvenaria. É um dos poucos templos em Tamil Nadu que possui quatro entradas que contemplam quatro direções.
Vishwantha Nayaka, redesenhou a cidade de Madurai em conformidade com os princípios de maior relevância estabelecidos pelo Śilpa Śāstra (que contém as importantes normas da arquitetura) referentes ao planeamento urbano. A cidade está disposta num formato quadrangular com uma série de ruas concêntricas que culminam do templo. Estas praças mantém ainda os seus nomes originais: Aadi, Chittirai, Avani-moola e Masi, que correspondem aos nomes dos meses Tamil.
Os antigos clássicos Tamil, referem que o templo era o centro da cidade, onde as ruas passaram a irradiar a partir da estrutura tal qual a flor-de-lótus e as suas pétalas. O prakaram (recinto exterior do templo) e as ruas acomodam um calendário de elaborados festivais onde procissões dramáticas perfazem um trajeto circum-ambulatório no santuário em diferentes distâncias a partir do centro. Os veículos utilizados nas procissões são progressivamente mais abundantes à medida que viajam do centro da cidade. O complexo possui cerca de 45 acre(s)s (180 000 m2)

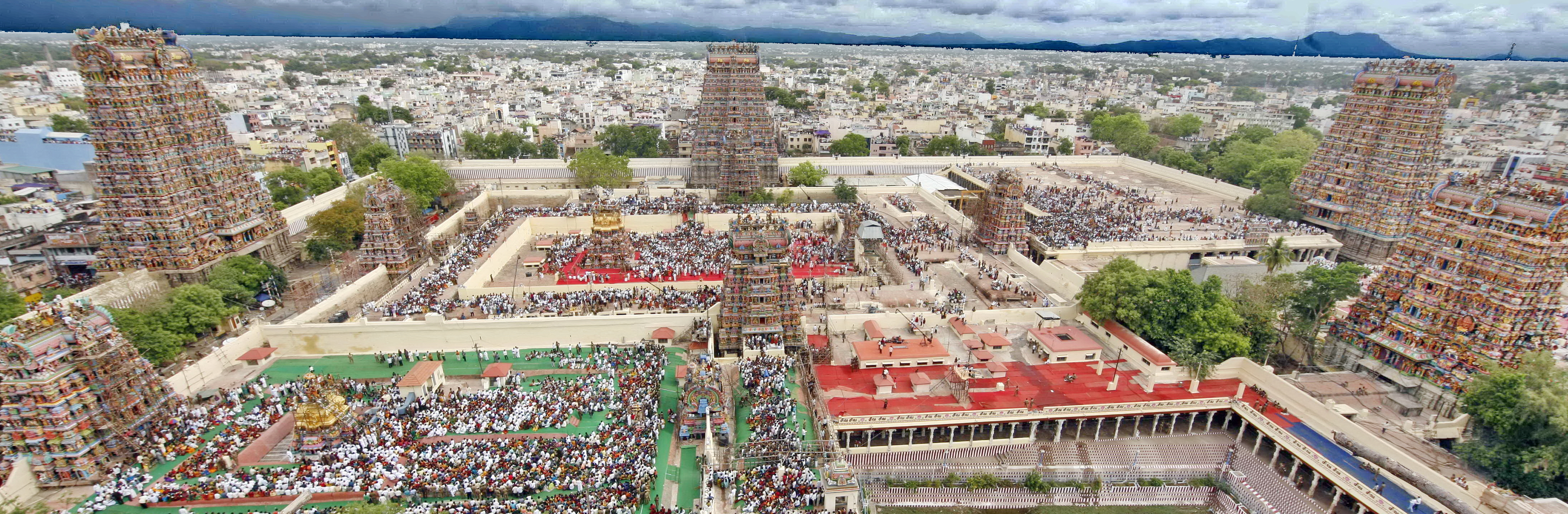
Vista aérea da cidade de Madurai do cimo do templo Meenakshi Amman

### Gopuras

Torre Norte do Templo de Madurai Meenakshi Amman

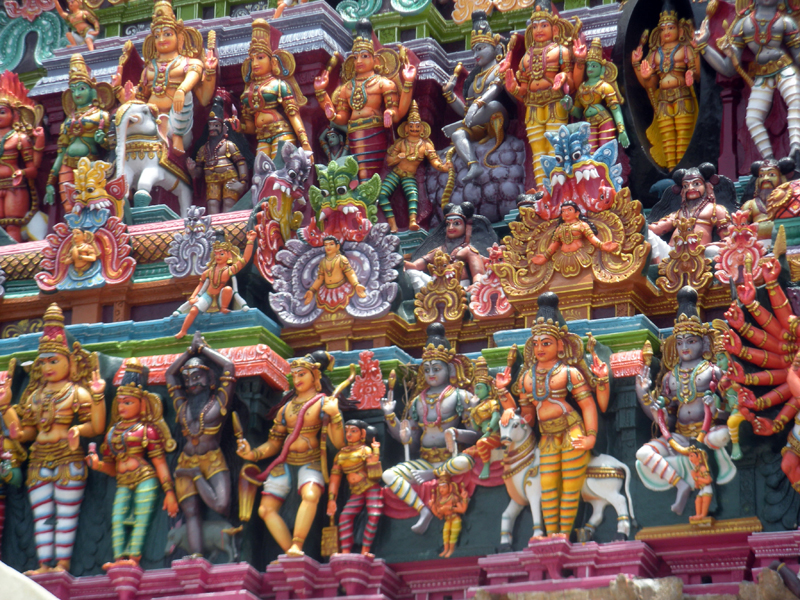
Imagem aproximada das gopurum

O templo está rodeado por 14 gopuras (torres de entrada), dos quais o mais alto, a célebre torre do sul, ultrapassa os 52 metros de altura, tendo sido construída em 1559. O mais antigo gopura é o do leste que foi constuído por Maravarman Sundara Pandyan entre 1216 e 1238. Cada gopura consiste numa estrutura de vários andares, coberta por milhares de figuras de pedra que retratam animais, deuses e demónios pintados com cores vivas. O exterior do gopura apresenta-nos uma acentuada torre piramidal incrustada com figuras feitas de gesso, enquanto que o interior actua como entrada para o recinto interno do santuário Sundareswarar.

### Santuários
O principal santuário do templo de Meenakshi Amman e do seu consorte Sundareswarar estão cercados por três recintos e cada um deles protegidos por quatro torres fixadas nos quatro ponto cardeais, e nos limites exteriores outras quatro que são de maior dimensão do que as interiores correspondentes. O santuário de Meenakshi possui a imagem de Meenakshi com pedra preta em tons esmeralda. O santuário Sundareswarar situa-se no centro do complexo, o que sugere que o ritual da deusa dá-se após a cerimónia do consorte. Tanto o santuário de Meenakshi como o de Sundareswarar possuem um vimana folheado a ouro (torre sobre o sanctum). A torre que encima o sanctum sanctorum em ouro pode ser observada a uma grande distância a oeste através das aberturas de duas torres consecutivas. A área ocupada pelo santuário de Sundareswarar corresponde exactamente a um quarto da área do templo e a área do santuário de Meenakshi a um quarto do santuário de Sundareswarar.
A alta escultura de Ganexa esculpida a partir de uma única pedra localiza-se fora do santuário de Sundareswarar na passagem do santuário de Meenashi a qual é chamada de Mukuruny Vinayakar. Grande parte da medição de arroz de 3 kurini é confeccionada numa grande bola de sacrifício, daí Ganexa ser chamado de Mukkurni Vinayagar (três kurinis). Crê-se que esta divindade tenha sido descoberta realizadas durante escavações do templo Vandiyur Mariamman Teppakulam no século XVII.